# Operação Maet
A Operação Maet, deflagrada em 16 de dezembro de 2010, denunciou (em 3 de dezembro de 2017) 16 suspeitos (entre desembargadores, procuradores-gerais, servidores do Poder Judiciário e advogados). Os acusados, segundo a investigação, estariam envolvidos em esquemas de venda de sentenças e de fraudes em cobranças de precatórios. A operação foi batizada desta forma em homenagem à deusa da justiça da mitologia egípcia, Maet.

## Principais Envolvidos
- Willamara Neila de Almeida (desembargadora e presidente do Tribunal de Justiça).
- Carlos Luiz de Souza (desembargador).
- Liberato Póvoa (desembargador).
- Dagoberto Pinheiro Andrade Filho (assessor).
- Manoel Pedro de Andrade (assessor).
- Antônio dos Reis Calçado Júnior (advogado).
- Francisco Deliane e Silva (advogado).
- Germiro Moretti (advogado).
- João Batista Marques Barcelos (advogado).
- Joaquim Gonzaga Neto (advogado).
- José Carlos Ferreira.
- Valker de Montemor Quagliarello.

## Linha do tempo da operação

### 16 de dezembro de 2010
Após 6 meses de investigação, a Polícia Federal deflagra a Operação Maet. Naquela manhã, 120 agentes da Polícia Federal e integrantes da Polícia Civil e Polícia Militar cumpriram 9 mandados de condução coercitiva e de busca e apreensão em 20 endereços dos municípios de Palmas e Araguaína, além de interromperem  as atividades do Tribunal de Justiça naquela manhã. As buscas resultaram na apreensão de R$ 375.000,00, pendrives, documentos, 5 armas de fogo e munição.

### 31 de dezembro de 2010
O presidente da Associação dos Magistrados Brasileiros (AMB) encaminha um habeas corpus ao Supremo Tribunal Federal, solicitando a anulação da decisão de afastar provisoriamente a desembargadora Willamara Neila. Ele alegou que a medida havia sido tomada antes mesmo de a denúncia ter sido efetuada. Ele também pondera que não fora apresentada nenhuma evidência contra a acusada.